# Salaire, prix et plus-value

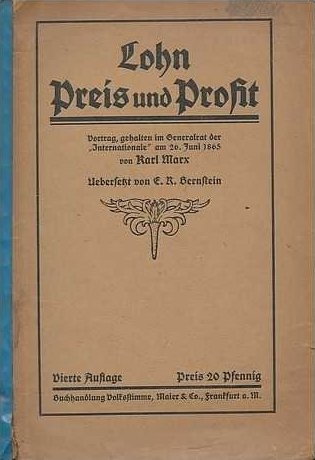
Couverture d'un exemplaire

Salaire, prix et plus-value ou Salaire, prix et profit (en allemand : Lohn, Preis und Profit) est un ouvrage de Karl Marx publié en 1865.

## Résumé
Ce rapport de Marx pour le conseil général de la Première Internationale illustre dans les grandes lignes la thèse de la plus-value qu’il développera plus tard dans Le Capital. Ce texte est une première approche de l’analyse de Marx du mode de production et de la contradiction entre valeur et travail. La différence entre le salariat et l’esclavage ne se distingue en fin de compte que dans la manière dont est extorqué le travail aux populations.

## Éditions
- Travail salarié et capital ; Salaire, prix et profit, Éditions sociales/Messidor, Collection Essentiel, Paris, 1985.
- Salaires, prix et profits, Entremonde, Genève, 2010,  (ISBN 978-2-940426-06-5).
- Salaires, prix et profits, Marx Attak, Cannes, 2012.